# 石黒靖明
石黒 靖明（いしぐろ やすあき、1940年（昭和15年）4月10日 - ）は、日本の政治家。元愛知県岩倉市長。

## 経歴
愛知県出身。愛知県立稲沢高等学校卒業。
岩倉市に入り、同市総務部長を歴任。1989年（平成元年）1月、前市長の突然の辞任による岩倉市長選に出馬し当選した。5期務めた。